# Shahram Mokri
Shahram Mokri   (Kermansah, 17 d'agost de 1978)(persa شهرام مکری) és un cineasta iranià. Es va graduar a la Universitat de Soore. Mokri va iniciar la seva formació en cinema a l'Associació de Cinema Jove i va entrar al món professional del cinema amb el seu curtmetratge "Toofan-e Sanjaghak" (2002).

## Biografia
Mokri va rebre tres Simorghs de Cristall del Festival Internacional de Cinema de Fajr per a curtmetratges. Té el rècord de rebre més Simorghs de Cristalls en aquesta categoria. A més de la realització de cinema, Shahram Mokri ha treballat com a professor de cinema a la Universitat Sooreh de Teheran, a la Universitat de les Arts, a l'escola de cinema de Karnameh i a l'escola de cinema de Bamdad. Mokri va guanyar el premi Horizons de la 70a Mostra Internacional de Cinema de Venècia el 2013 per "Contingut creatiu" per la seva pel·lícula Mahi va gorbeh. També va guanyar un Hugo de Plata al Festival Internacional de Cinema de Chicago a la secció oficial per Careless crime. i el Premi dels Crítics de Venècia al millor guió per la mateixa pel·lícula. Shahram Mokri és membre fundador de la ISFA Cinema House Short Fi lm Association. També ha format part de la junta directiva de l'associació durant tres mandats. L'any 2003 va ser seleccionat com el millor jove del país en l'àmbit de l'art per l'Organització Nacional de la Joventut. El 2013 va ser nominat al Premi Asia Pacific Screen per l'èxit en la direcció per Mahi va gorbeh. Pel seu curtmetratge Toofan-e Sanjaghak, Mokri va guanyar el premi al millor directora al Festival de Cinema Iranià Noor de 2007.

## Filmografia
| Any  | Títol                                              | Director | Guionista | Notes        |
| ---- | -------------------------------------------------- | -------- | --------- | ------------ |
| 2000 | Electric Shock And Fly                             | Sí       | Sí        | Curtmetratge |
| 2002 | Toofan-e Sanjaghak                                 | Sí       | Sí        | Curtmetratge |
| 2005 | Mahdoodeh-ye Dayereh                               | Sí       | Sí        | Short Film   |
| 2007 | Ando-C                                             | Sí       | Sí        | Curtmetratge |
| 2009 | Ashkan, angoshtar-e motebarek va dastan-haye digar | Sí       | Sí        |              |
| 2010 | Kham, pekhth, swkhth                               | Sí       | Sí        | Curtmetratge |
| 2013 | Mahi va gorbeh                                     | Sí       | Sí        |              |
| 2017 | Hojoom                                             | Sí       | Sí        |              |
| 2020 | Careless Crime Jenayat-e bi deghat                 | Sí       | Sí        |              |